# دان هریگن
دان هریگن (به انگلیسی: Dan Harrigan) (زادهٔ ۲۹ اکتبر ۱۹۵۵) شناگر اهل ایالات متحده آمریکا است.